# NGC 550
NGC 550 is een spiraalvormig sterrenstelsel in het sterrenbeeld Walvis. Het hemelobject ligt 241 miljoen lichtjaar van de Aarde verwijderd en werd op 8 oktober 1785 ontdekt door de Duits-Britse astronoom William Herschel.

## Synoniemen
- PGC 5374
- UGC 1021
- MCG 0-4-146
- ZWG 385.139